# Prix Hugo-Boss
Le prix Hugo Boss est un prix d'art contemporain, parrainé par la marque Hugo Boss, et attribué tous les deux ans depuis 1996, les années paires. 

## Organisation du prix
Un jury de critiques, universitaires et directeurs de musée désignent plusieurs mois auparavant une liste de six ou sept artistes ou groupes d'artistes. La coordination et l'exposition des artistes sont assurées par le musée Guggenheim de New York.
Le prix, géré par la fondation Guggenheim, bénéficie d'une dotation de 100 000 $ pour le lauréat, lequel se voit proposé une exposition dans le musée Guggenheim.

## Palmarès

### 1996
Le premier prix a été attribué à l'Américain Matthew Barney, cinéaste, sculpteur et auteur d'installations.
Les autres artistes nommés : 
- Laurie Anderson, États-Unis
- Janine Antoni, États-Unis
- Cai Guoqiang, Chine
- Stan Douglas, Canada
- Yasumasa Morimura, Japon

### 1998
Douglas Gordon, artiste écossais auteur de vidéos.
Les autres artistes nommés :
- Huang Yong Ping, Chine
- William Kentridge, Afrique du Sud
- Lee Bul, Corée du Sud
- Pipilotti Rist, Suisse
- Lorna Simpson, États-Unis

### 2000
La première femme à gagner le prix est la Slovène Marjetica Potrč, architecte et urbaniste, mais également sculpteur et photographe.
Les autres artistes nommés :
- Vito Acconci, États-Unis
- Maurizio Cattelan, Italie
- Michael Elmgreen et Ingar Dragset, Danemark
- Tom Friedman, États-Unis
- Barry Le Va, États-Unis
- Tunga, Brésil

### 2002
Pierre Huyghe, artiste français polyvalent, qui combine différents médias.
Les autres artistes nommés : 
- Francis Alÿs, Mexique
- Olafur Eliasson, Danemark
- Hachiya Kazuhiko, Japon
- Koo Jeong A, Corée du Sud
- Anri Sala, Albanie

### 2004
Rirkrit Tiravanija, artiste thaïlandais né à Buenos Aires, qui vit et travaille à New York, Berlin et Bangkok. 
Les autres artistes nommés :
- Franz Ackermann, Allemagne
- Rivane Neuenschwander, Brésil
- Jeroen de Rijke and Willem de Rooij, Pays-Bas
- Simon Starling, Royaume-Uni
- Yang Fudong, Chine

### 2006
Tacita Dean, artiste britannique.
Les autres artistes nommés : 
- Jennifer Allora, États-Unis et Guillermo Calzadilla Porto Rico
- John Bock, Allemagne
- Damián Ortega, Mexique
- Aïda Ruilova, États-Unis
- Tino Sehgal, Allemagne

### 2008
Emily Jacir, artiste palestinienne, qui travaille à Ramallah et New York.
Les autres artistes nommés :
- Christoph Büchel, Suisse
- Patty Chang, États-Unis
- Sam Durant, États-Unis
- Joachim Koester, Danemark
- Roman Signer, Suisse

### 2010
Hans-Peter Feldmann, artiste allemand
Les autres artistes nommés :
- Apichatpong Weerasethakul, artiste thaïlandais
- Cao Fei, Chine
- Natascha Sadr Haghighian, non spécifié
- Roman Ondák, Slovaquie
- Walid Raad, Liban

### 2012
Danh Vo, artiste vietnamien
Les autres artistes nommés : 
- Trisha Donnelly, artiste américaine
- Monika Sosnowska, artiste polonaise
- Qiu Zhijie, artiste chinois
- Rashid Johnson, artiste américaine
- Tris Vonna-Michell, artiste anglais

### 2014
Le dixième Hugo Boss Prize fut remis à Paul Chan.
Les autres artistes nommés étaient :
- Sheela Gowda
- Camille Henrot
- Hassan Khan
- Steve McQueen (réalisateur)
- Charline von Heyl

En mars 2014, Steve McQueen se retira de la liste des artistes nommés en raison de la promotion concomitante de son film 12 Years A Slave.

### 2016
Le onzième Hugo Boss Prize fut remis à Anicka Yi (en). Les autres artistes nommés étaient :
- Tania Bruguera (Cuba)
- Mark Leckey (Royaume-Uni)
- Ralph Lemon (en) (USA)
- Laura Owens (USA)
- Wael Shawky[1] (Egypte)

### 2018
Le douzième Hugo Boss Prize fut remis à Simone Leigh. Les autres artistes nommés étaient:
- Bouchra Khalili (Maroc)
- Teresa Margolles (Mexique)
- Emeka Ogboh (Nigeria)
- Frances Stark (en) (USA)
- Wu Tsang (USA)[3],[4]

### 2020
Le treizième Hugo Boss Prize fut remis à Deana Lawson. Les autres artistes nommés étaient:
- Nairy Baghramian (en) (Iran)
- Kevin Beasley (en) (USA)
- Elias Sime (Éthiopie)
- Cecilia Vicuña (Chili)
- Adrián Villar Rojas (Argentine)